# Большие крылья (фильм)
«Большие крылья» — советский художественный фильм 1937 года режиссёра Михаила Дубсона. Социально-психологическая драма об авиаконструкторе, переживающем катастрофу своего самолета, на борту которого погибли люди. Вскоре после выпуска в прокат фильм был снят с экранов. Считается утраченным.

## Сюжет
В фильме изображалась попытка самоубийства главного героя — авиаконструктора Кузнецова, который таким образом хотел искупить вину перед людьми, погибшими при аварии спроектированного им сверхмощного пассажирского самолёта.
Со слов дочери исполнителя главной роли Бориса Бабочкина, по его рассказам, сюжет был связан с самым большим самолётом того времени аэропланом «Максим Горький», потерпевшим крушение в 1935 году.

## В ролях
- Борис Бабочкин — авиаконструктор Кузнецов
- Фёдорова, Зоя Алексеевна — сотрудница КБ
- Блинов, Борис Владимирович
- Апсолон, Андрей Николаевич
- Альтус, Ефим Григорьевич
- Борис Дмоховский — Берёзкин, инженер

## Съемочная группа
- Режиссёр-постановщик: Михаил Дубсон, сорежиссёр Карл Гаккель
- Авторы сценария: Михаил Дубсон, Алексей Гарри
- Художники-постановщики: Павел Бетаки, Эдуард Криммер
- Композитор: Bалерий Желобинский
- Оператор: Владимир Рапопорт
- Звукооператоры: Вячеслав Бургов, Лев Вальтер

## Судьба фильма
Картина была снята на киностудии «Ленфильм», премьера состоялась в марте 1937 года.
Фильм успел получить хорошие рецензии и положительные отклики известных советских лётчиков и наркома тяжелой промышленности Г. К. Орджоникидзе, однако 12 апреля 1937 года газета «Правда» опубликовала разгромную редакционную статью «Фальшивая картина» и фильм был снят с проката. Копий не сохранилось.